# Elecciones municipales de Piura de 1998
Las elecciones municipales de Piura de 1998 se llevaron a cabo el 11 de octubre de 1998 para elegir al alcalde y al Concejo Provincial de Piura para el periodo 1999-2002. La elección se celebró simultáneamente con elecciones municipales en todo el país.

## Sistema electoral
La Municipalidad Provincial de Piura es el órgano administrativo y de gobierno de la provincia de Piura. Está compuesta por el alcalde y el Concejo Provincial.
La votación del alcalde y el concejo se realiza en base al sufragio universal, que comprende a todos los ciudadanos nacionales mayores de dieciocho años, empadronados y residentes en la provincia de Piura y en pleno goce de sus derechos políticos, así como a los ciudadanos no nacionales residentes y empadronados en la provincia de Piura.
El Concejo Provincial de Piura está compuesto por 15 regidores elegidos por sufragio directo para un período de cuatro (4) años, en forma conjunta con la elección del alcalde (quien lo preside). La votación es por lista cerrada y bloqueada. Para que una lista sea proclamada ganadora debe obtener más del 20% de los votos válidos; en caso ninguna lista logre ese porcentaje, los dos listas más votadas participan en una segunda vuelta o balotaje. Se asigna a la lista ganadora los escaños según el método d'Hondt o la mitad más uno, lo que más le favorezca.

## Composición del Concejo Provincial de Piura
La siguiente tabla muestra la composición del Concejo Provincial de Piura antes de las elecciones.
| Partidos | Partidos                               | Regidores |
| -------- | -------------------------------------- | --------- |
|          | Lista Independiente N° 9 Obras + Obras | 12        |
|          | Lista Independiente N° 5 Somos Piura   | 6         |
|          | Lista Independiente N° 3 Vamos Piura   | 1         |

## Partidos y candidatos
A continuación se muestra una lista de los principales partidos y alianzas electorales que participaron en las elecciones:
| Candidatura | Candidatura | Partidos y alianzas                                     | Candidatos | Candidatos                 | Ideología                                   | Resultado previo | Resultado previo | Ref. |
| Candidatura | Candidatura | Partidos y alianzas                                     | Candidatos | Candidatos                 | Ideología                                   | Votos (%)        | Reg.             | Ref. |
| ----------- | ----------- | ------------------------------------------------------- | ---------- | -------------------------- | ------------------------------------------- | ---------------- | ---------------- | ---- |
|             | SP          | Lista - Movimiento Independiente Somos Perú (SP)        |            | Arturo Davies Guaylupo     | Democracia cristiana Conservadurismo social | Nuevo            | Nuevo            |      |
|             | IND         | Lista - Lista Independiente Reconstrucción y Desarrollo |            | Francisco Hilbck Eguiguren | Localismo piurano                           | Nuevo            | Nuevo            |      |
|             | IND         | Lista - Lista Independiente Obras Más Obras             |            | José Aguilar Santisteban   | Localismo piurano                           | Nuevo            | Nuevo            |      |

## Resultados

### Sumario general
|                        |                                                 |              |              |              |           |           |
| Partidos y coaliciones | Partidos y coaliciones                          | Voto popular | Voto popular | Voto popular | Regidores | Regidores |
| Partidos y coaliciones | Partidos y coaliciones                          | Votos        | %            | ±pp          | Total     | +/−       |
|                        | Lista Independiente Reconstrucción y Desarrollo | 101,389      | 52.22        | n/a          | 8         | +8        |
|                        | Lista Independiente Obras Más Obras             | 68,210       | 35.13        | n/a          | 5         | +5        |
|                        | Movimiento Independiente Somos Perú (SP)        | 24,556       | 12.65        | Nuevo        | 2         | +2        |
|                        |                                                 |              |              |              |           |           |
| Total                  | Total                                           | 194,155      |              |              | 15        | –4        |
|                        |                                                 |              |              |              |           |           |
| Votos válidos          | Votos válidos                                   | 194,155      | 84.84        | +10.85       |           |           |
| Votos en blanco        | Votos en blanco                                 | 24,976       | 10.91        | +2.49        |           |           |
| Votos nulos            | Votos nulos                                     | 9,712        | 4.24         | –13.35       |           |           |
| Votos emitidos         | Votos emitidos                                  | 228,843      | 81.48        | +2.91        |           |           |
| Abstenciones           | Abstenciones                                    | 52,008       | 18.52        | –2.91        |           |           |
| Votantes registrados   | Votantes registrados                            | 280,851      |              |              |           |           |
|                        |                                                 |              |              |              |           |           |
| Fuente:                |                                                 |              |              |              |           |           |

## Elecciones municipales distritales

### Resultados por distrito
La siguiente tabla enumera el control de los distritos de la provincia de Piura. El cambio de mando de una organización política se resalta del color de ese partido.
| Distrito     | Alcalde(sa) titular        | Partido político | Partido político          | Alcalde(sa) electo(a)      | Partido político | Partido político            |
| ------------ | -------------------------- | ---------------- | ------------------------- | -------------------------- | ---------------- | --------------------------- |
| Castilla     | Alberto Kamahara Takamura  |                  | Lista Independiente N° 9  | Santos Zurita Peña         |                  | Reconstrucción y Desarrollo |
| Catacaos     | José Muñoz Vera            |                  | Lista Independiente N° 31 | César Yarlequé Cabrera     |                  | Obras Más Obras             |
| Cura Mori    | Fernando Anastacio Bayona  |                  | Lista Independiente N° 9  | José Vilchez Vilchez       |                  | Obras Más Obras             |
| El Tallán    | Juan Macalupú Zapata       |                  | Lista Independiente N° 9  | Cipriano Adanaque Ypanaque |                  | Somos Perú                  |
| La Arena     | Emeterio Macalupú Sernaque |                  | Lista Independiente N° 9  | Abrahan Risco Juárez       |                  | Reconstrucción y Desarrollo |
| La Unión     | Marcos Panta Zapata        |                  | Lista Independiente N° 27 | Vicente Seminario Silva    |                  | Obras Más Obras             |
| Las Lomas    | Segundo Castillo Delgado   |                  | Lista Independiente N° 15 | José Neira Simbala         |                  | Independiente Las Lomas     |
| Tambo Grande | César Crisanto Palacios    |                  | Lista Independiente N° 5  | Alfredo Rengifo Navarrete  |                  | Reconstrucción y Desarrollo |